# Micronema micronema
Micronema micronema és una espècie de peix de la família dels silúrids i de l'ordre dels siluriformes.

## Morfologia
- Els mascles poden assolir 50 cm de longitud total.[5][6]

## Alimentació
Menja peixos pelàgics i gambes.

## Hàbitat
És un peix d'aigua dolça i de clima tropical.

## Distribució geogràfica
Es troba a Àsia: des de Tailàndia fins a Indonèsia.

## Ús comercial
Es ven fresc o fumat en una broqueta.